# فرانسيسكا ألديريسي
فرانسيسكا ألديريسي (من مواليد 29 مارس 1968) سياسية إيطالية ومقدمة برامج تلفزيونية. منذ عام 2018 كانت عضوة في مجلس الشيوخ عن حزب فورزا إيطاليا.
ولدت في تريفيزو من والدين كامبانيا، ونشأت وتعيش في روما. كانت مقدمة برامج تلفزيونية في التسعينيات. أيدت إجراء الاستفتاء على الدستور الإيطالي لعام 2020.